# Англійський аукціон
Англійський (прямий, відкритий) аукціон — тип аукціону, ґрунтується на встановленні мінімальної ціни як відправної, базисної для подальших торгів, у процесі яких запитувана ціна покроково збільшується і ставки відомі всім учасникам. Підсумкова ціна формується в ході торгу з останньої максимальної ціни, запропонованої одним з покупців який і стає переможцем.
Найбільш поширена форма інтернет-торгівлі.

## Техніка і правила

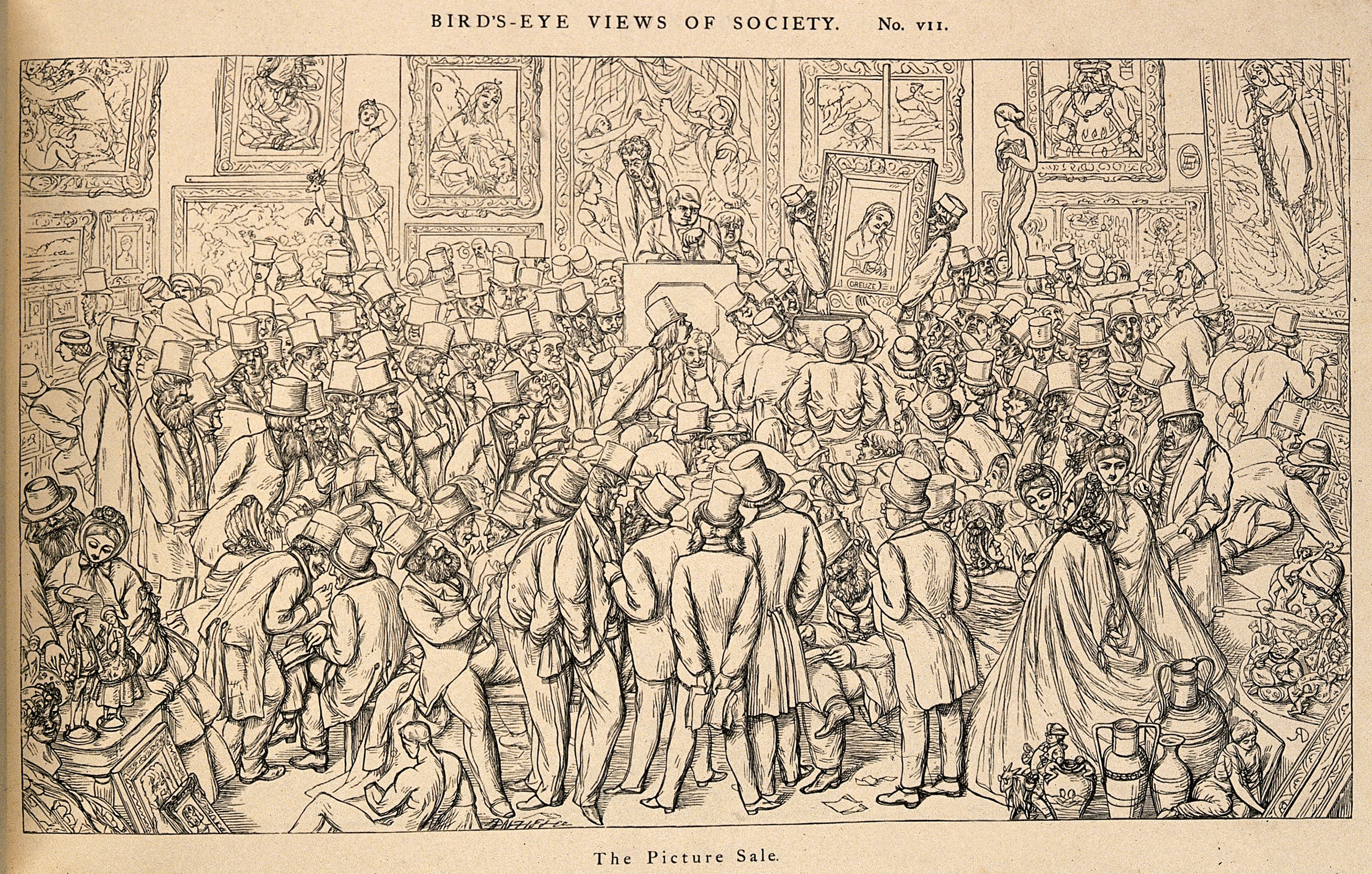
Популярний аукціон живопису та антикваріату

Англійська аукціон стартує з оголошення аукціоністом найменшої прийнятної для нього ціни, після чого підвищує її. Учасники демонструють готовність придбання лота за заявленою ціною. Про свій вихід з аукціону учасник повідомляє аукціоністові. Аукціон триває до того, як серед зацікавлених залишиться один учасник, який і виграє за ціною, при оголошенні якої вийшов другий учасник.
Всі учасники аукціону повинні особисто (або їх представники) бути присутнім при його проведенні, або, при неможливості фізичної присутності постійно знаходитися на зв'язку (телефон, інтернет) для того, щоб бачити зміну ціни і реагувати на це.
Аукціон закінчується як тільки учасник усвідомлює, що залишився один і він отримує об'єкт аукціону за поточною ціною, що призводить до того, що основним завданням учасників аукціону стає недопущення до аукціону інших учасників будь-якими шляхами.

## Види
- Прямий (класичний) — ціни поступово зростають за пропозицією аукціоніста або за заявками учасників. В учасників є можливість переглянути свою пропозицію в залежності від дій конкурентів. Перемагає той, що призначив найвищу ціну[5].
- Реверсний, (редукціон) — використовується не для продажу об'єкта аукціону, а для його покупки і замовником є покупець. Ціна стартує з резервної максимальної і поступово знижується аукціоністом (організатором аукціону), поки не залишиться продавець, згідний продати об'єкт аукціону за запропонованою ціною[1][5].